# دانشگاه شهید محلاتی
دانشگاه شهید محلاتی دانشگاه افسری وابسته به سپاه پاسداران انقلاب اسلامی  است.مجموعه دانشکده در سال ۱۳۶۱ با اقدام شهید محلاتی نماینده امام خمینی در سپاه تأسیس شد. در سال ۱۳۶۶ دانشکده به تصویب وزارت علوم رسید و به عنوان مرکز تربیت مربی عقیدتی‌ـ سیاسی سپاه به فعالیت خود ادامه داد.